# Palès
« pales » redirige ici.  Pour les pales d'hélice, voir pale.
Pour les articles homonymes, voir Palès (homonymie).
Palès, quelquefois confondue avec Cérès ou même Cybèle, est la déesse des bergers chez les Romains. Elle protège les troupeaux et préside à l'économie rurale en général : les bergers et les cultivateurs sont appelés élèves ou favoris de Palès par les poètes.
Considéré comme masculin par certaines sources et féminin par d'autres, Palès peut être au singulier ou au pluriel en latin, et fait référence au moins une fois à une paire de divinités. Il y en effet deux Palès, l'une préside à la saillie des brebis en avril, l'autre à celle des vaches en juillet.
La fête avait lieu le 21 avril, entre les Fordicidia (15 avril) et les Cerialia (19 avril) d'une part et les Robigalia (25 avril) et les ludi Florales (probablement) mobiles (28-30 avril) d'autre part. La description la plus complète que nous ayons de la fête se trouve dans Ovide, tandis que celle fournie par Tibulle, bien que moins détaillée, concorde dans tous les domaines importants avec le texte d'Ovide.

## Étymologie
Jean Haudry a suggéré que le rapport de Palès avec ōpiliō « berger » engage à rattacher ces formes à la racine *pel- « pousser » de lat. pellō : « comme le berger, Palès fait sortir les moutons de la bergerie au printemps... »

## Masculin ou féminin?
Dans les sources littéraires, la fête a été identifiée pour la première fois à une divinité du nom de Pales par Varron. Elle est une dea pastorum dans Festus (p. 248 L. s.v. Pales). Properce, bien qu'il mentionne la fête des Parilia à deux occasions distinctes, ne mentionne nulle part une divinité en rapport avec elle. Alors que les auteurs ultérieurs parlent constamment d'une dea Pales, Varron nous parle de l'existence d'un Palès masculin. Il y a, en fait, trois textes qui parlent d'un deus Pales mais aucun d'entre eux n'a de rapport avec Rome.
Arnobe (3,40) dit qu'un Palès, non pas féminin comme à Rome, mais masculin, était un des Pénates étrusques. Dans deux passages (1,50 et 51) Martianus Capella place un dieu Pales dans les sixième et septième régions du ciel, dans un contexte qui montre qu'il parle entièrement de questions augurales étrusques. Le cas du Pales mâle est admirablement résumé par Dumézil lorsqu'il affirme que « le Palès masculin n'est signalé qu'en Étrurie, ce qui signifie simplement que la divinité étrusque de même fonction que Palès était un dieu, non une déesse. »
Georg Wissowa a été le premier à affirmer que la déesse Pales ne peut être séparée d'une certaine diva Palatua qui possédait son propre flamen Palatualis et qui était adorée par la communauté palatine comme leur divinité protectrice ; sa fête était célébrée au Septimontium (11 décembre) avec un sacrifice appelé Palatuar. Selon E. C. Marquis, malgré la similitude des noms, il semble que ce soit un peu exagéré. Palès n'était pas, comme Palatua, une divinité locale liée à un lieu (le Palatin), mais sa fête était à la fois publique et privée et célébrée en commun par toute la communauté.
Le fait que la fête de Palès (21 avril) ait été identifiée plus tard avec l'anniversaire de Romulus et Remus (Cicéron. de div. 2,98 ; Plutarque. Rom. 12,5) et de la ville de Rome (Varro, r.r. 2,1,9 et cf. notamment Prop. 4,4,73) a conduit certains à la conclusion que cela était dû au lien étroit entre Palès et le Palatin, la plus ancienne des communautés de la ville.

## Culte
En l'honneur de cette déesse, les Romains célébraient chaque 21 avril les Palilies ou Parilia. Les bergers la pratiquaient pour écarter les loups de leurs troupeaux. Dès le matin de ce jour, le peuple procédait à sa purification avec différents parfums et la cendre des veaux tués le jour des Fordicidia (15 avril) en prévision. C'étaient des veaux arrachés à des vaches gravides offertes à Vénus. La plus âgée parmi les vestales brûlait les veaux pour que cette cendre serve à purifier le peuple au jour de Palès une semaine plus tard.
On purifiait aussi le bétail et les troupeaux avec de l'eau, et des fumigations du soufre, du pin, du laurier et du romarin dont la fumée se répandait dans la bergerie (suffimen). On demandait pardon pour les sacrilèges que l'on aurait pu commettre. Ensuite on faisait un sacrifice non sanglant à la déesse ; on lui offrait du lait, du vin cuit, « des grands gâteaux » et du millet.
Puis suivait un festin. Ces cérémonies étaient accompagnées d'instruments de musique, tels que flûtes, cymbales et tambours.
Les Palilies coïncidaient avec le jour anniversaire de la fondation de Rome par Romulus. C'est même la fête de Palès qui donne le signal pour débuter les travaux pour le rituel de fondation de la ville de Rome.

## Les feux de Purification
Le peuple s'auto-purifiait avec un feu et de la nourriture rituelle : « Tourné du côté de l'orient, prononce trois fois cette prière, et plonge  tes mains dans une eau vive. Alors tu peux boire dans un vase  de bois, en lieu de coupe, tu peux boire le lait blanc comme la neige, et le vin cuit à la teinte empourprée. Ensuite fais passer rapidement tes membres vigoureux à travers les amas embrasés de la paille qui pétille ».
Aussi bien Ovide que Tibulle s'accordent à dire que le but principal du rituel lié à la fête de Palès était purificateur, un feu de paille et de foin étant allumé, sur lequel les célébrants sautaient et à travers lequel ils conduisaient leurs troupeaux. Ils considèrent tous les deux que la coutume de sauter par-dessus les feux de camp est encore pratiquée dans les « pays de l'Est » à leur époque (au premier siècle avant et après J.C ).
Tibulle précise (Elégies livre 2,5,88) qu'en plus d'être un rite purificatoire, la fête avait également des objectifs apotropaïques : a stabulis tunc procul este lupi (« alors les loups resteront éloignés des étables »). Properce aussi mentionne expressément cette tradition, cependant, il semble considérer la fête comme étant avant tout une lustration (ligne 20, lustra novantur) et laisse entendre que si le saut sur le feu de joie était la pratique ancienne et originelle (cf. notamment Prop. 4,4,77 f.), l'idée d'une purification inhérente à la fête était à son époque par un rite impliquant un « curtus equus » (voir plus bas).
Tibulle (2,5,91 f.) rapporte qu'après la lustration par le feu se produisait une coutume amusante et apparemment rustique selon laquelle les aînés prenaient leurs enfants par les oreilles, tournaient leur visage vers le haut comme on tient une cruche par les deux anses, puis les embrassaient. Cette coutume était connue des Grecs sous le nom de « baiser de la cruche », une forme de baiser qui a survécu en Italie et qui était traditionnellement connue sous le nom de bacio alla Fiorentina, baiser à la florentine. (De nos jours ce nom, bacio alia Fiorentina, est donné au baiser avec la langue).

## Le curtus equus
Ce mot utilisé par Properce est un hapax. Il affirme que si, au début de l'histoire de Rome, les Parilia étaient célébrées par un feu de joie rituel, de nos jours, la lustration s'effectue au moyen d'un « curtus equus ». Mais ce mot n'est pas utilisé ailleurs.
L'étymologie de Curtus Equus est simple equus = « cheval » et curtus = « avoir une partie manquante, mutilée, endommagée, cassée , b (des hommes) mutilée, circoncise ; (des bêtes) castrée, ayant la queue coupée, écourtée.» 
Les significations « castré » et « avoir la queue coupée » peuvent donc s'appliquer à ce mot. Les érudits ont essayé de trouver une référence dans le rituel romain qui donnerait un sens à la phrase énigmatique de Properce. Ils ont d'abord cherché chez Ovide qui affirme que l'un des trois ingrédients qui composent les suffimen (fumigations) purificateurs que les Vestales distribuent au peuple le jour de la fête est le sang d'un cheval. Il semble donc que le sang d'un cheval était considéré comme efficace pour la purification des hommes et des pecora (= bovins et ovins).
Les sources classiques ne regorgent pas exactement de références à des chevaux castrés, même s'il existe un exemple de queue coupée dans le rituel de l'october equus. On a tenté d'établir un lien entre la coupe de la queue liée au rituel du 15 octobre et la mention du curtus equus par Properce. Wilhelm Mannhardt a été l'un des premiers à faire le lien entre le sang du Cheval d'octobre et le suffimen du Parilia, célébré six mois plus tard. Il dit : « Il en va de même pour le sang, c'est-à-dire la sève du cheval d'octobre, c'est-à-dire du cheval tué lors de la fête de la moisson, le 15 octobre. Il s'agit probablement de l'image d'un destrier démoniaque. Il semblerait que le sang recueilli ait été préparé par les vestales et conservé dans le Penus Vestae jusqu'à la fête des Palilies ».
Cette théorie est rapidement adoptée par les folkloristes. Comme James George Frazer ou Georg Wissowa qui écrit en 1902 que « les vestales distribuent à chacun les purificateurs, à savoir les cendres des veaux découpés dans les fordicidia et brûlés dans les fordae boves (vaches gravides), le sang du cheval d'octobre et de la paille de haricot ».
Mais aucun texte antique ne fait le lien entre le curtus équus et l'october equus. Il y a donc eu des chercheurs opposés à cette théorie comme Georges Dumézil. « Si le sang de la queue du Cheval d'Octobre avait eu cette destination, c'eût été l'essentiel et il serait étonnant que les auteurs qui en parlent ne I'aient pas signalé ». et plus loin : « Replacés dans leur contexte, les deux vers de Properce font entendre que, dans la pensée du poète, l'utilisation de sang de cheval pour les Parilia est une innovation relativement récente ». Il finit par : « Que serait-il resté, après plus de six mois, des rares gouttes de sang qui, après celles qu'avait absorbées le foyer de la Regia, auraient été recueillies in extremis dans un vase et transportés au penus Vestae ? Ni par l’intégrité de sa matière, ni par son volume, ce troisième ingrédient, le sanguis equi, n'eût ete comparable aux deux autres, les tiges de fève apparemment fraiches, et la cendre incorruptible des trente embryons de veaux brules six jours plus tôt, aux Fordicidia du 15 avril. »

## Fête indo-européenne?
Telle qu'elle est présentée par Properce, la fête de la Parilia était autrefois une fête rustique dont la principale caractéristique était un feu de paille rituel qui servait à lustrer à la fois les troupeaux et la communauté. Dans le passé, les érudits n'ont pas manqué de remarquer les similitudes entre les rituels de la Parilia et des rites similaires chez les peuples germaniques et celtes, en notant notamment l'élément commun du feu lustral. Wilhelm Mannhardt, par exemple, a fait remarquer depuis longtemps que « la concordance de celui-ci [= Parilia] avec nos feux de Pâques et de la Saint-Jean est généralement reconnue. » Jakob Grimm pensait de même : « le rite lui-même, le saut par-dessus la flamme, la conduite de l'animal du bétail à travers les braises est tout à fait comme le feu de la Saint-Jean et le feu de joie ».
Mais, selon E. C. Marquis, la fête qui se rapproche le plus de la Parilia sur tous les points essentiels est celle de la Beltaine celtique. Cette fête était aussi une fête de purification du bétail qui devaient marcher dans le feu. En Écosse, on sautait 3 fois par dessus le feu, du bétail était sacrifié, les « gâteaux de Beltaine » (Michaelmas Bannock) jouaient un rôle sacramentel dans le rite...
Rappelons aussi qu'Ovide a affirmé que la cérémonie que Romulus conduisait lors de la fondation de la Cité, tout comme la Parilia était empruntée aux Étrusques.

## Palès dans la culture

### Entomologie
- Le palès ou Nacré subalpin est un lépidoptère appartenant à la famille des Nymphalidae.

### Folklore

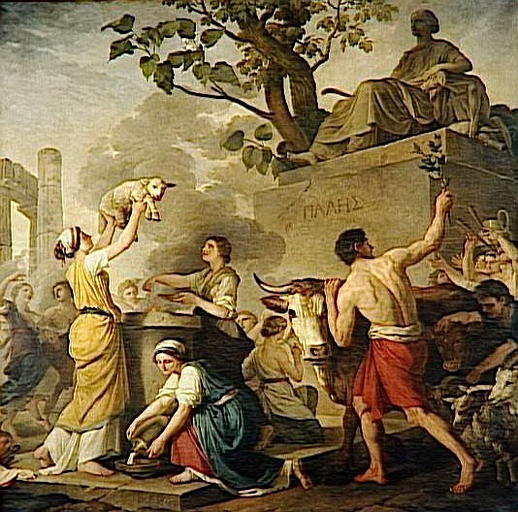
Fête de Palès, Joseph-Benoît Suvée, 1783, Musée des Beaux-Arts de Rouen

La « fête à Palès » a été décliné par plusieurs peintres comme Edme Bouchardon ou encore Joseph Benoît Suvée. Son char était une partie intégrante des fêtes de Vignerons notamment en Suisse. Dans le canton de Vaud la fête des Vignerons se fait avec une fréquence irrégulière, elle est organisée environ cinq fois par siècle. On y célèbre le travail des hommes et le cycle de la nature, que l’on personnifie avec des allégories païennes, symboles judéo-chrétiens et métiers de la terre: Palès, Cérès, Bacchus, Noé, vignerons, armaillis...
En Sicile, le pâtre continua pendant bien des années à faire des libations de lait à Pales, divinité rurale qu'on supposait cachée au fond des bois.

### Opéra
La déesse est présente dans un opéra-ballet de 1753 composé par Jean-Joseph Cassanéa de Mondonville intitulé "Titon et l'Aurore". Le berger Titon et Aurore, déesse qui préside à la naissance du jour, s'aiment. Mais Palès aime Tinton et Eole, le dieu des vents, aime l'Aurore. L'Aurore rejette les avances d'Eole disant qu'elle préfère perdre son immortalité plutôt que de renoncer à l'amour de Titon, un simple pâtre. Palès et Eole s'unissent pour punir le couple; Palès maudit Tinton avec un vieillissement prématuré, mais le dieu Amour brisera le sort, faisant triompher l'union de Titon et Aurore.

### Sources antiques
- Ovide, Fastes [détail des éditions] [lire en ligne] (IV, 721-806)
- Ovide, Métamorphoses, XIV, 774-775.
- Tibulle, Élégies [détail des éditions] [lire en ligne] (II, 5)
- Properce, Élégies[15],[16]